# Ophisternon aenigmaticum
Ophisternon aenigmaticum is een straalvinnige vissensoort uit de familie van kieuwspleetalen (Synbranchidae). De wetenschappelijke naam van de soort is voor het eerst geldig gepubliceerd in 1976 door Rosen & Greenwood.